# 瓦隆·贝赫拉米
瓦隆·贝赫拉米（Valon Behrami，1985年4月19日—）是一名出生於南斯拉夫的瑞士足球運動員，擔任中場。現效力於意乙球隊布雷西亞。

## 生平
比哈美在前南斯拉夫社会主义联邦共和国的科索夫斯卡米特罗维查出生，父母均為阿爾巴尼亞人。由於父母雙雙失業，於5歲時全家移居到瑞士意大利語區的小鎮史达比奥（Stabio）。於本地聯賽打出名堂後，在2003/04年球季以共有方式加盟熱拿亞及烏迪內斯，先為熱拿亞在意乙參賽，翌季熱拿亞收購比哈美全部擁有權，並將他租借到維羅納。於2005年夏季轉投意甲拉素。2008年7月23日，貝赫拉米以500萬英鎊加盟英超球會西汉姆联，簽約五年。2011年1月26日，比哈美轉投佛罗伦萨，合約為期3年。比哈美球技漸漸得到外界認同，憑其出眾的外表和時髦的打扮，赢得瑞士贝克汉姆的美譽。
2015年7月11日，比哈美回歸英超，加盟新升班的沃特福德，簽約三年。

## 外部連結
- 瓦隆·贝赫拉米 – FIFA國際賽競賽紀錄 (存檔)
- （意大利文） 比哈美官方網頁
- FootballDatabase 比哈美檔案及數據 （页面存档备份，存于）
- 足球数据库：比哈美的球员统计数据